# Кристи, Гвендолин
Гве́ндолин Кри́сти (англ. Gwendoline Christie; род. 28 октября 1978, Уэртинг, Западный Суссекс, Англия, Великобритания) — британская актриса, известная по ролям Бриенны Тарт в сериале «Игра престолов» (2012—2019) и капитана Фазмы в фильмах «Звёздные войны: Пробуждение силы» (2015) и «Звёздные войны: Последние джедаи» (2017). После этого Кристи также появилась в фэнтезийных сериалах Netflix «Песочный человек» и «Уэнздей» (2022).

## Биография
Гвендолин Кристи родилась в деревне неподалёку от Саут Даунса в южной Англии. Её мать — домохозяйка, а отец работал в сфере продаж и маркетинга. В детстве Гвендолин занималась танцами и художественной гимнастикой, но после полученной травмы позвоночника вынуждена была оставить этот вид спорта.
В 2005 году Гвендолин Кристи окончила обучение в Драматическом центре Лондона. Творческую карьеру начала с роли Королевы в пьесе «Цимбелин» и роли в пьесе по произведению Кристофера Марло «Доктор Фауст» в 2010 году. Первым фильмом Кристи стала малоизвестная фэнтези-драма «Время хирурга» в 2007 году. В 2011 году Кристи предложили роль Лекси, принцессы Некрона, в фантастическом телесериале «Волшебники против пришельцев».
Всемирную известность Гвендолин Кристи принесла роль Бриенны Тарт в сериале «Игра престолов». В июле 2011 года актриса прошла кастинг на эту роль во втором сезоне телесериала, снимаемого каналом HBO.
Бриенна Тарт — очень высокая, крупная, сильная женщина, которая мастерски управляется с мечом и мечтает стать рыцарем. Эта героиня очень полюбилась многим поклонницам и поклонникам книжной серии и сериала. Кандидатура Гвендолин Кристи ещё задолго до съёмок второго сезона обсуждалась на фан-сайтах цикла «Песнь Льда и Огня», где её считали одной из главных претенденток на роль Тартской Девы, как называют Бриенну в книгах Джорджа Мартина. В одном из интервью сама Гвендолин сказала:

Мне подсказали, что в интернете что-то обсуждают насчёт какой-то роли для меня, я заглянула и решила прочитать книги. Как только я узнала детали об этом персонаже и роли, я загорелась желанием сыграть её. Написала в Твиттере, что хотела бы получить эту роль… Раньше я никогда так не поступала, но я была так увлечена этим, начала смотреть первый сезон сериала… Я очень хотела принять в нём участие. Я всецело поглощена этой ролью.
Оригинальный текст (англ.)I was told that there was something online about me being discussed in relation to this part, and so I had a look and I thought, ‘OK, I’ll read the books,’ and as soon as I read about this character and read about the part, I just wanted this part... I wrote on Twitter that I wanted to play it… I’ve never really done anything like that before, but I felt so passionate about the part and started watching the series when it came on… It’s something I absolutely wanted to be a part of.

## Фильмография
| Год       |    | Русское название                           | Оригинальное название                     | Роль                      |
| --------- | -- | ------------------------------------------ | ----------------------------------------- | ------------------------- |
| 2007      | ф  | Хирург времени                             | The Time Surgeon                          | жертва                    |
| 2009      | ф  | Воображариум доктора Парнаса               | The Imaginarium of Doctor Parnassus       | классный покупатель №2    |
| 2010      | тф | Семь веков Британии                        | Seven Ages of Britain                     | оператор                  |
| 2012—2013 | с  | Волшебники против пришельцев               | Wizards vs Aliens                         | Лекси                     |
| 2012—2019 | с  | Игра престолов                             | Game of Thrones                           | Бриенна Тарт              |
| 2013      | ф  | Теорема Зеро                               | The Zero Theorem                          | женщина в уличной рекламе |
| 2015      | ф  | Голодные игры: Сойка-пересмешница. Часть 2 | The Hunger Games: Mockingjay — Part 2     | командир Лайм             |
| 2015      | ф  | Звёздные войны: Пробуждение силы           | Star Wars: The Force Awakens              | капитан Фазма             |
| 2016      | ки | Lego Звёздные войны: Пробуждение силы      | Lego Star Wars: The Force Awakens         | капитан Фазма (голос)     |
| 2017      | с  | Вершина озера                              | Top of the Lake                           | Миранда Хильмарсон        |
| 2017      | ки | Star Wars: Battlefront II                  | Star Wars: Battlefront II                 | капитан Фазма (голос)     |
| 2017      | ф  | Звёздные войны: Последние джедаи           | Star Wars: Episode VIII - The Last Jedi   | капитан Фазма             |
| 2018      | ф  | Тёмные отражения                           | The Darkest Minds                         | Леди Джейн                |
| 2018      | ф  | Маленькое красное платье                   | In Fabric                                 | Гвен                      |
| 2018      | мс | Звёздные войны: Сопротивление              | Star Wars Resistance                      | капитан Фазма (голос)     |
| 2018      | ф  | Удивительный мир Марвена                   | Welcome to Marwen                         | Анна                      |
| 2019      | ф  | История Дэвида Копперфилда                 | The Personal History of David Copperfield | Джейн Мэрдстон            |
| 2019      | ф  | Друзья навсегда                            | Our Friend                                | Тереза                    |
| 2022      | ф  | Извержение вкуса                           | Flux Gourmet                              | Джен Стивенс              |
| 2022      | мс | Зелёные яйца и ветчина                     | Green Eggs and Ham                        | Мэрилин Блузони (голос)   |
| 2022      | с  | Песочный человек                           | The Sandman                               | Люцифер                   |
| 2022      | с  | Уэнздей                                    | Wednesday                                 | директриса Ларисса Уимс   |
| 2024      | ф  | Робин Гуд и хранители леса                 | Robin and the Hoods                       | Аура                      |
| 2025      | с  | Разделение                                 | Severance                                 | Лорна                     |
| 2025      | ки | Sid Meier’s Civilization VII               | Sid Meier’s Civilization VII              | рассказчик                |
| 2025      | ф  | После этой смерти                          | After This Death                          | Элис                      |

## Награды и номинации
| Награды и номинации | Награды и номинации                  | Награды и номинации                                           | Награды и номинации                | Награды и номинации | Награды и номинации |
| Год                 | Награда                              | Категория                                                     | Фильм или сериал                   | Результат           |                     |
| ------------------- | ------------------------------------ | ------------------------------------------------------------- | ---------------------------------- | ------------------- | ------------------- |
| 2014                | Сатурн                               | Лучшая телеактриса второго плана                              | «Игра престолов»                   | Номинация           |                     |
| 2014                | Премия Гильдии киноактёров США       | Лучший актёрский состав в драматическом сериале               | «Игра престолов»                   | Номинация           |                     |
| 2015                | Премия Гильдии киноактёров США       | Лучший актёрский состав в драматическом сериале               | «Игра престолов»                   | Номинация           |                     |
| 2015                | Harper's Bazaar Award                | Британская актриса года                                       | «Игра престолов»                   | Победа              |                     |
| 2015                | British Style Award                  | Red Carpet Ambassador                                         |                                    | Номинация           |                     |
| 2015                | Awards Circuit Community Awards      | Лучший актёрский ансамбль                                     | «Звёздные войны: Пробуждение силы» | Номинация           |                     |
| 2016                | Премия Гильдии киноактёров США       | Лучший актёрский состав в драматическом сериале               | «Игра престолов»                   | Номинация           |                     |
| 2018                | Премия Гильдии киноактёров США       | Лучший актёрский состав в драматическом сериале               | «Игра престолов»                   | Номинация           |                     |
| 2018                | Gold Derby Awards                    | Ансамбль года                                                 | «Игра престолов»                   | Номинация           |                     |
| 2019                | Эмми                                 | Лучшая женская роль второго плана в драматическом телесериале | «Игра престолов»                   | Номинация           |                     |
| 2019                | Сатурн                               | Лучшая телеактриса второго плана                              | «Игра престолов»                   | Номинация           |                     |
| 2019                | Gold Derby Awards                    | Лучшая драматическая актриса второго плана                    | «Игра престолов»                   | Номинация           |                     |
| 2019                | IGN Summer Movie Awards              | Приз зрительских симпатий                                     | «Игра престолов»                   | Победа              |                     |
| 2019                | IGN Summer Movie Awards              | Лучший телевизионный ансамбль                                 | «Игра престолов»                   | Номинация           |                     |
| 2019                | OFTA Television Award                | Лучшая актриса второго плана в драматическом сериале          | «Игра престолов»                   | Номинация           |                     |
| 2020                | Премия Гильдии киноактёров США       | Лучший актёрский состав в драматическом сериале               | «Игра престолов»                   | Номинация           |                     |
| 2020                | Critics’ Choice Movie Awards         | Лучшая актриса второго плана в драматическом сериале          | «Игра престолов»                   | Номинация           |                     |
| 2020                | CinEuphoria Awards                   | Почётная награда                                              | «Игра престолов»                   | Победа              |                     |
| 2022                | Премия британского независимого кино | Лучший актёрский состав                                       | «Извержение вкуса»                 | Номинация           |                     |
| 2022                | Voice Arts Awards                    | Лучшее озвучивание аудиокниги для подростков                  | «Калейдоскоп»                      | Победа              |                     |
| 2023                | Gold Derby Awards                    | Лучшая комедийная актриса второго плана                       | «Уэнздей»                          | Номинация           |                     |
| 2024                | Astra Television Awards              | Лучшая приглашённая актриса в драматическом сериале           | «Песочный человек»                 | Номинация           |                     |